# Pseudoeriosema moeroense
Pseudoeriosema moeroense är en ärtväxtart som först beskrevs av De Wild., och fick sitt nu gällande namn av Lucien Leon Hauman. Pseudoeriosema moeroense ingår i släktet Pseudoeriosema och familjen ärtväxter. Inga underarter finns listade i Catalogue of Life.